# Falsoserixia longior
Falsoserixia longior är en skalbaggsart som beskrevs av Maurice Pic 1928. Falsoserixia longior ingår i släktet Falsoserixia och familjen långhorningar. Inga underarter finns listade i Catalogue of Life.